# Polohî, Vasîlkiv
Polohî (în ucraineană Пологи) este o comună în raionul Vasîlkiv, regiunea Kiev, Ucraina, formată numai din satul de reședință.

## Demografie
Componența lingvistică a comunei Polohî
     Ucraineană (98,42%)
     Rusă (1,5%)
Conform recensământului din 2001, majoritatea populației comunei Polohî era vorbitoare de ucraineană (98,42%), existând în minoritate și vorbitori de rusă (1,5%).